# Зміщення шахуючої фігури (шахова тема)
Тема зміщення шахуючої фігури — тема в шаховій композиції в жанрі етюда. Суть теми — зсув або переведення фігури суперника на поле чи лінію, з якої неможливо робити шахуючі ходи або вони будуть неефективні.

## Історія

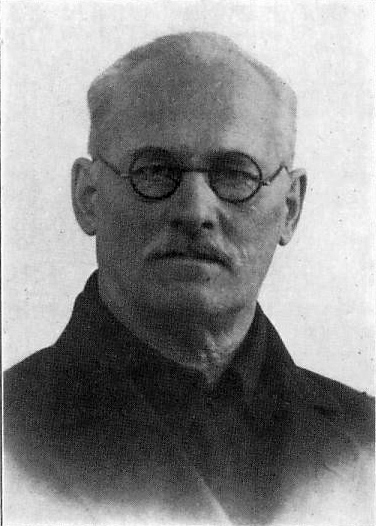
Олексій Троїцький

Цю ідею запропонував у 1896 році російський шаховий композитор Олексій Олексійович Троїцький (14.03.1866 — 14.08.1942). В початковій позиції чорна фігура контролює певну лінію або поле і може робити дошкульні для білих шахуючі ходи, які не дозволяють білим досягнути мети. Білі, щоб протидіяти чорним, роблять ходи, які відводять чорну тематичну фігуру на невигідне поле або лінію шляхом відволікання, заманювання тощо, і білому кролю вже шахи не грозять, білі не будуть програвати темпоходи і для досягнення мети зможуть легко провести свій головний план. Ідея дістала назву — тема зміщення шахуючої фігури.
|   | a | b | c | d | e | f | g | h |   |
| 8 | d8 чорний король · e6 чорний пішак · g6 білий пішак · f5 білий пішак · b4 біла тура · g4 чорна тура · f2 білий король · c1 білий кінь | d8 чорний король · e6 чорний пішак · g6 білий пішак · f5 білий пішак · b4 біла тура · g4 чорна тура · f2 білий король · c1 білий кінь | d8 чорний король · e6 чорний пішак · g6 білий пішак · f5 білий пішак · b4 біла тура · g4 чорна тура · f2 білий король · c1 білий кінь | d8 чорний король · e6 чорний пішак · g6 білий пішак · f5 білий пішак · b4 біла тура · g4 чорна тура · f2 білий король · c1 білий кінь | d8 чорний король · e6 чорний пішак · g6 білий пішак · f5 білий пішак · b4 біла тура · g4 чорна тура · f2 білий король · c1 білий кінь | d8 чорний король · e6 чорний пішак · g6 білий пішак · f5 білий пішак · b4 біла тура · g4 чорна тура · f2 білий король · c1 білий кінь | d8 чорний король · e6 чорний пішак · g6 білий пішак · f5 білий пішак · b4 біла тура · g4 чорна тура · f2 білий король · c1 білий кінь | d8 чорний король · e6 чорний пішак · g6 білий пішак · f5 білий пішак · b4 біла тура · g4 чорна тура · f2 білий король · c1 білий кінь | 8 |
| 7 | d8 чорний король · e6 чорний пішак · g6 білий пішак · f5 білий пішак · b4 біла тура · g4 чорна тура · f2 білий король · c1 білий кінь | d8 чорний король · e6 чорний пішак · g6 білий пішак · f5 білий пішак · b4 біла тура · g4 чорна тура · f2 білий король · c1 білий кінь | d8 чорний король · e6 чорний пішак · g6 білий пішак · f5 білий пішак · b4 біла тура · g4 чорна тура · f2 білий король · c1 білий кінь | d8 чорний король · e6 чорний пішак · g6 білий пішак · f5 білий пішак · b4 біла тура · g4 чорна тура · f2 білий король · c1 білий кінь | d8 чорний король · e6 чорний пішак · g6 білий пішак · f5 білий пішак · b4 біла тура · g4 чорна тура · f2 білий король · c1 білий кінь | d8 чорний король · e6 чорний пішак · g6 білий пішак · f5 білий пішак · b4 біла тура · g4 чорна тура · f2 білий король · c1 білий кінь | d8 чорний король · e6 чорний пішак · g6 білий пішак · f5 білий пішак · b4 біла тура · g4 чорна тура · f2 білий король · c1 білий кінь | d8 чорний король · e6 чорний пішак · g6 білий пішак · f5 білий пішак · b4 біла тура · g4 чорна тура · f2 білий король · c1 білий кінь | 7 |
| 6 | d8 чорний король · e6 чорний пішак · g6 білий пішак · f5 білий пішак · b4 біла тура · g4 чорна тура · f2 білий король · c1 білий кінь | d8 чорний король · e6 чорний пішак · g6 білий пішак · f5 білий пішак · b4 біла тура · g4 чорна тура · f2 білий король · c1 білий кінь | d8 чорний король · e6 чорний пішак · g6 білий пішак · f5 білий пішак · b4 біла тура · g4 чорна тура · f2 білий король · c1 білий кінь | d8 чорний король · e6 чорний пішак · g6 білий пішак · f5 білий пішак · b4 біла тура · g4 чорна тура · f2 білий король · c1 білий кінь | d8 чорний король · e6 чорний пішак · g6 білий пішак · f5 білий пішак · b4 біла тура · g4 чорна тура · f2 білий король · c1 білий кінь | d8 чорний король · e6 чорний пішак · g6 білий пішак · f5 білий пішак · b4 біла тура · g4 чорна тура · f2 білий король · c1 білий кінь | d8 чорний король · e6 чорний пішак · g6 білий пішак · f5 білий пішак · b4 біла тура · g4 чорна тура · f2 білий король · c1 білий кінь | d8 чорний король · e6 чорний пішак · g6 білий пішак · f5 білий пішак · b4 біла тура · g4 чорна тура · f2 білий король · c1 білий кінь | 6 |
| 5 | d8 чорний король · e6 чорний пішак · g6 білий пішак · f5 білий пішак · b4 біла тура · g4 чорна тура · f2 білий король · c1 білий кінь | d8 чорний король · e6 чорний пішак · g6 білий пішак · f5 білий пішак · b4 біла тура · g4 чорна тура · f2 білий король · c1 білий кінь | d8 чорний король · e6 чорний пішак · g6 білий пішак · f5 білий пішак · b4 біла тура · g4 чорна тура · f2 білий король · c1 білий кінь | d8 чорний король · e6 чорний пішак · g6 білий пішак · f5 білий пішак · b4 біла тура · g4 чорна тура · f2 білий король · c1 білий кінь | d8 чорний король · e6 чорний пішак · g6 білий пішак · f5 білий пішак · b4 біла тура · g4 чорна тура · f2 білий король · c1 білий кінь | d8 чорний король · e6 чорний пішак · g6 білий пішак · f5 білий пішак · b4 біла тура · g4 чорна тура · f2 білий король · c1 білий кінь | d8 чорний король · e6 чорний пішак · g6 білий пішак · f5 білий пішак · b4 біла тура · g4 чорна тура · f2 білий король · c1 білий кінь | d8 чорний король · e6 чорний пішак · g6 білий пішак · f5 білий пішак · b4 біла тура · g4 чорна тура · f2 білий король · c1 білий кінь | 5 |
| 4 | d8 чорний король · e6 чорний пішак · g6 білий пішак · f5 білий пішак · b4 біла тура · g4 чорна тура · f2 білий король · c1 білий кінь | d8 чорний король · e6 чорний пішак · g6 білий пішак · f5 білий пішак · b4 біла тура · g4 чорна тура · f2 білий король · c1 білий кінь | d8 чорний король · e6 чорний пішак · g6 білий пішак · f5 білий пішак · b4 біла тура · g4 чорна тура · f2 білий король · c1 білий кінь | d8 чорний король · e6 чорний пішак · g6 білий пішак · f5 білий пішак · b4 біла тура · g4 чорна тура · f2 білий король · c1 білий кінь | d8 чорний король · e6 чорний пішак · g6 білий пішак · f5 білий пішак · b4 біла тура · g4 чорна тура · f2 білий король · c1 білий кінь | d8 чорний король · e6 чорний пішак · g6 білий пішак · f5 білий пішак · b4 біла тура · g4 чорна тура · f2 білий король · c1 білий кінь | d8 чорний король · e6 чорний пішак · g6 білий пішак · f5 білий пішак · b4 біла тура · g4 чорна тура · f2 білий король · c1 білий кінь | d8 чорний король · e6 чорний пішак · g6 білий пішак · f5 білий пішак · b4 біла тура · g4 чорна тура · f2 білий король · c1 білий кінь | 4 |
| 3 | d8 чорний король · e6 чорний пішак · g6 білий пішак · f5 білий пішак · b4 біла тура · g4 чорна тура · f2 білий король · c1 білий кінь | d8 чорний король · e6 чорний пішак · g6 білий пішак · f5 білий пішак · b4 біла тура · g4 чорна тура · f2 білий король · c1 білий кінь | d8 чорний король · e6 чорний пішак · g6 білий пішак · f5 білий пішак · b4 біла тура · g4 чорна тура · f2 білий король · c1 білий кінь | d8 чорний король · e6 чорний пішак · g6 білий пішак · f5 білий пішак · b4 біла тура · g4 чорна тура · f2 білий король · c1 білий кінь | d8 чорний король · e6 чорний пішак · g6 білий пішак · f5 білий пішак · b4 біла тура · g4 чорна тура · f2 білий король · c1 білий кінь | d8 чорний король · e6 чорний пішак · g6 білий пішак · f5 білий пішак · b4 біла тура · g4 чорна тура · f2 білий король · c1 білий кінь | d8 чорний король · e6 чорний пішак · g6 білий пішак · f5 білий пішак · b4 біла тура · g4 чорна тура · f2 білий король · c1 білий кінь | d8 чорний король · e6 чорний пішак · g6 білий пішак · f5 білий пішак · b4 біла тура · g4 чорна тура · f2 білий король · c1 білий кінь | 3 |
| 2 | d8 чорний король · e6 чорний пішак · g6 білий пішак · f5 білий пішак · b4 біла тура · g4 чорна тура · f2 білий король · c1 білий кінь | d8 чорний король · e6 чорний пішак · g6 білий пішак · f5 білий пішак · b4 біла тура · g4 чорна тура · f2 білий король · c1 білий кінь | d8 чорний король · e6 чорний пішак · g6 білий пішак · f5 білий пішак · b4 біла тура · g4 чорна тура · f2 білий король · c1 білий кінь | d8 чорний король · e6 чорний пішак · g6 білий пішак · f5 білий пішак · b4 біла тура · g4 чорна тура · f2 білий король · c1 білий кінь | d8 чорний король · e6 чорний пішак · g6 білий пішак · f5 білий пішак · b4 біла тура · g4 чорна тура · f2 білий король · c1 білий кінь | d8 чорний король · e6 чорний пішак · g6 білий пішак · f5 білий пішак · b4 біла тура · g4 чорна тура · f2 білий король · c1 білий кінь | d8 чорний король · e6 чорний пішак · g6 білий пішак · f5 білий пішак · b4 біла тура · g4 чорна тура · f2 білий король · c1 білий кінь | d8 чорний король · e6 чорний пішак · g6 білий пішак · f5 білий пішак · b4 біла тура · g4 чорна тура · f2 білий король · c1 білий кінь | 2 |
| 1 | d8 чорний король · e6 чорний пішак · g6 білий пішак · f5 білий пішак · b4 біла тура · g4 чорна тура · f2 білий король · c1 білий кінь | d8 чорний король · e6 чорний пішак · g6 білий пішак · f5 білий пішак · b4 біла тура · g4 чорна тура · f2 білий король · c1 білий кінь | d8 чорний король · e6 чорний пішак · g6 білий пішак · f5 білий пішак · b4 біла тура · g4 чорна тура · f2 білий король · c1 білий кінь | d8 чорний король · e6 чорний пішак · g6 білий пішак · f5 білий пішак · b4 біла тура · g4 чорна тура · f2 білий король · c1 білий кінь | d8 чорний король · e6 чорний пішак · g6 білий пішак · f5 білий пішак · b4 біла тура · g4 чорна тура · f2 білий король · c1 білий кінь | d8 чорний король · e6 чорний пішак · g6 білий пішак · f5 білий пішак · b4 біла тура · g4 чорна тура · f2 білий король · c1 білий кінь | d8 чорний король · e6 чорний пішак · g6 білий пішак · f5 білий пішак · b4 біла тура · g4 чорна тура · f2 білий король · c1 білий кінь | d8 чорний король · e6 чорний пішак · g6 білий пішак · f5 білий пішак · b4 біла тура · g4 чорна тура · f2 білий король · c1 білий кінь | 1 |
|   | a | b | c | d | e | f | g | h |   |

FEN: 3k4/8/4p1P1/5P2/1R4r1/8/5K2/2N5
1. ... Rxb4 2. Sd3 Rb5 3. g7 Rxf5 4. Sf4 Rxf4 5. Kg3 і виграш.
Жертва білого коня на поле «f4» потрібна для примусового переведення чорної тури на четверту горизонталь де вона стає досяжною для білого короля після прийняття чорними жертви, тура не може завадити перетворенню білого пішака.